# Droga wojewódzka nr 657
Droga wojewódzka nr 657 (DW657) – droga wojewódzka w Polsce w województwie kujawsko-pomorskim, w powiecie toruńskim o długości ok. 8 km. Łączy Złotorię z Lubiczem Górnym.

## Przebieg
Droga zaczyna się w  Złotorii, na skrzyżowaniu z drogą wojewódzką nr 654 i biegnie w kierunku wschodnim. Następnie przebiega nad autostradą A1 i prowadzi do Lubicza Górnego, gdzie łączy się z drogą krajową nr 10.

## Miejscowości leżące przy trasie
- Złotoria
- Nowa Wieś
- Lubicz Górny